# دوئر
دوئر (به پرتغالی: Dueré) یک منطقهٔ مسکونی در برزیل است که در توکانتینس واقع شده‌است. دوئر ۴٬۶۸۶ نفر جمعیت دارد.